# Sportfreunde Katernberg
Sportfreunde Katernberg 1913 e.V. é uma agremiação esportiva alemã, fundada a 25 de março de 1913, sediada em Hesse, na Renânia do Norte-Vestfália.

## História
Foi criado em 1913 como um departamento do Turnvereins von 1887. Em 1924, a seção se torna independente e no ano seguinte ocorre uma fusão com o Ballspielverein 1916 para formar o Sportfreunden Katernberg.
Em 1943, é posto em evidência ao vencer a Gaupokal (copa regional) após vitórias contra Schwarz-Weiß Essen (6 a 2), VfB Lohberg (3 a 2), Westende Hamborn (3 a 2) e o Fortuna Düsseldorf (5 a 1). O triunfo lhe permite participar da Tschammer Pokal, aliás, a última edição. O Sportfreunden Katernberg acaba derrotado por 4 a 2 pelo FC Schalke 04, diante de 10.000 espectadores.
No final da temporada 1943-1944, o Sportfreunden Katernberg ganhou o direito de subir à Gauliga Vestfália. Mas após uma disputa acirrada, a competição foi paralisada em razão da eclosão da Segunda Guerra Mundial.
Com o término do conflito, o clube foi um dos fundadores da Oberliga West. Logo na primeira temporada, terminou em quarto lugar e ganhou o direito de participar da fase final da Zona de Ocupação Britânica. Acabou capitulando na primeira fase diante do Eintracht Braunschweig, por 2 a 1, em Gelsenkirchen. Rebaixado em 1949, retorna após um ano e evoluiu então três outras temporadas na Oberliga West.
O Sportfreunden Katernberg atuou duas temporadas no nível 2 chamado 2. Liga West, posteriormente foi rebaixado e passou a disputar as séries inferiores. Em 1958, retorna à recém-constituída Verbandsliga Niederrhein. Durante os anos 1960, a equipe cai ainda mais na hierarquia do futebol alemão. Passa a disputar a mais alta série amadora, a Verbandsliga, em 1976.
Em 1989, chega ao terceiro nível, a Oberliga Nordrhein. Dois anos mais tarde acaba rebaixado. Nos anos seguintes disputa a Kreisliga A Essen Nord-West. Em 2009, consegue a promoção para a Bezirksliga, mas sofre o descenso em 2011 para a Kreisliga A Essen Nord-West.